# Hyvin Jepkemoi
Hyvin Kiyeng Jepkemoi (née le 13 janvier 1992) est une athlète kényane, spécialiste du 3 000 mètres steeple, championne du monde en 2015 à Pékin.

## Biographie
Elle se révèle lors des Jeux africains de 2011 à Maputo au Mozambique en remportant à l'âge de dix-neuf ans la médaille d'or du 3 000 m steeple, devant les Éthiopiennes Hiwot Ayalew et Birtukan Adamu. Elle se classe par ailleurs cinquième de l'épreuve du 5 000 mètres. 
En 2012, Hyvin Jepkemoi porte son record personnel sur le steeple à 9 min 23 s 53 à Linz, et remporte ses premiers points en Ligue de diamant en se classant troisième du Weltklasse Zürich. Lors des championnats d'Afrique 2012 à Porto-Novo au Bénin, elle décroche la médaille de bronze, devancée par sa compatriote Mercy Wanjiku et l'Éthiopienne Birtukan Adamu. Elle ne parvient à se qualifier pour les Jeux olympiques, ne terminant que cinquième des sélections kényanes.
En 2013, elle se classe sixième des championnats du monde de Moscou en portant son record personnel à 9 min 22 s 05.
Elle s'illustre dans les meetings de la Ligue de diamant 2015 en remportant notamment début juin le meeting de Rome. Fin juillet, elle se classe deuxième du meeting Herculis de Monaco, derrière la Tunisienne Habiba Ghribi, en portant son record personnel à 9 min 12 s 51. Le 26 août 2015, à Pékin, elle devient championne du monde dans le temps de 9 min 19 s 11, en devançant Habiba Ghribi et l'Allemande Gesa Krause
Le 28 mai 2016, à Eugene, Kiyeng bat le record d'Afrique d'Habiba Ghribi en réalisant 9 min 00 s 01, devenant par la même occasion la 3e performeuse mondiale de tous les temps derrière Gulnara Samitova-Galkina (8 min 58 s 81 en 2008) et Ruth Jebet qui établit dans la même course que Kiyeng 8 min 59 s 97. Le 16 août, Jepkemoi devient vice-championne olympique en 9 min 07 s 12, derrière Ruth Jebet.
Le 5 mai 2017 à Doha, elle court en 9 min 00 s 12, tout proche de son record personnel. Le 11 août, elle décroche la médaille de bronze des Championnats du monde de Londres en 9 min 04 s 03, derrière les Américaines Emma Coburn et Courtney Frerichs.
Elle se classe 8e des championnats du monde 2019 à Doha en 9 min 13 s 53.

## Palmarès
| Date | Compétition                    | Lieu             | Résultat | Épreuve     | Performance    |
| ---- | ------------------------------ | ---------------- | -------- | ----------- | -------------- |
| 2011 | Jeux africains                 | Maputo           | 4e       | 5 000 m     | 15 min 42 s 64 |
| 2011 | Jeux africains                 | Maputo           | 1re      | 3 000 m st. | 10 min 00 s 50 |
| 2012 | Championnats d'Afrique         | Porto-Novo       | 3e       | 3 000 m st. | 9 min 45 s 95  |
| 2013 | Championnats du monde          | Moscou           | 6e       | 3 000 m st. | 9 min 22 s 05  |
| 2015 | Championnats du monde          | Pékin            | 1re      | 3 000 m st. | 9 min 19 s 11  |
| 2015 | Ligue de diamant               | Ligue de diamant | 2e       | 3 000 m st. | détails        |
| 2016 | Jeux olympiques                | Rio de Janeiro   | 2e       | 3 000 m st. | 9 min 07 s 12  |
| 2016 | Ligue de diamant               | Ligue de diamant | 2e       | 3 000 m st. | détails        |
| 2017 | Championnats du monde de cross | Kampala          | 4e       | Individuel  |                |
| 2017 | Championnats du monde de cross | Kampala          | 1re      | Par équipes |                |
| 2017 | Championnats du monde          | Londres          | 3e       | 3 000 m st. | 9 min 04 s 03  |
| 2019 | Ligue de diamant               | Ligue de diamant | 2e       | 3 000 m st. | 9 min 03 s 83  |
| 2019 | Championnats du monde          | Doha             | 8e       | 3 000 m st. | 9 min 13 s 53  |
| 2021 | Jeux olympiques                | Tokyo            | 3e       | 3 000 m st. | 9 min 05 s 39  |

## Records
| Épreuve         | Performance   | Lieu   | Date        |
| --------------- | ------------- | ------ | ----------- |
| 3 000 m steeple | 9 min 00 s 01 | Eugene | 28 mai 2016 |